# 泡瀬飛行場

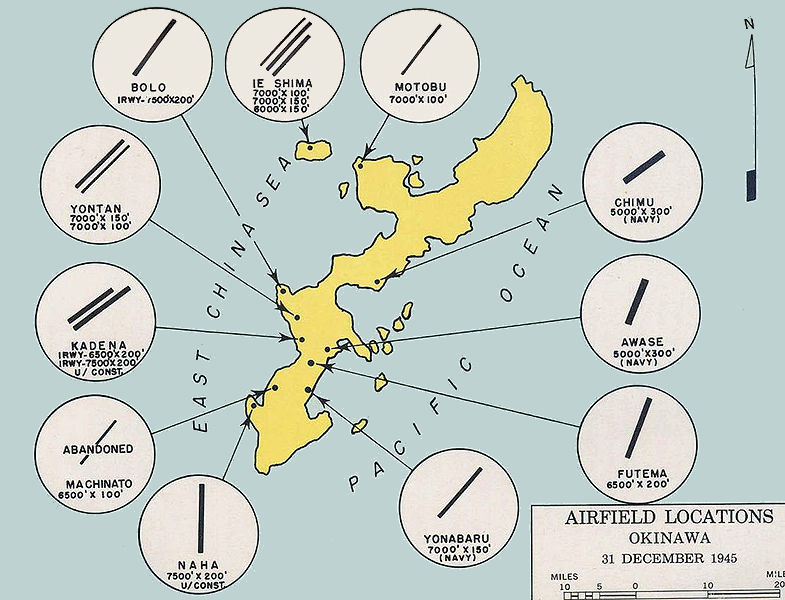
米軍が建設した飛行場

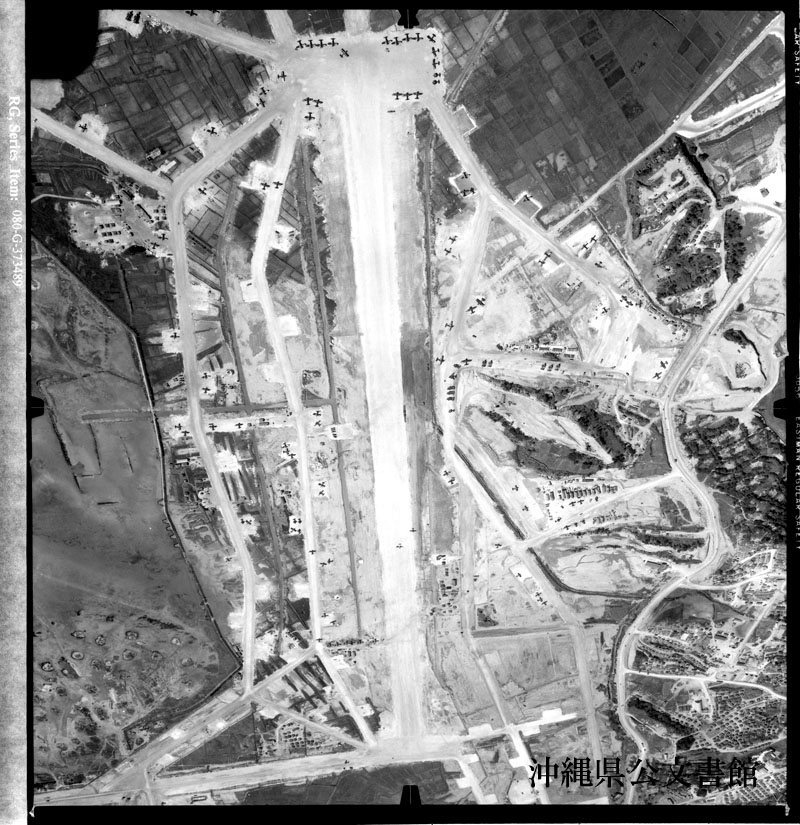
1945年7月の泡瀬飛行場

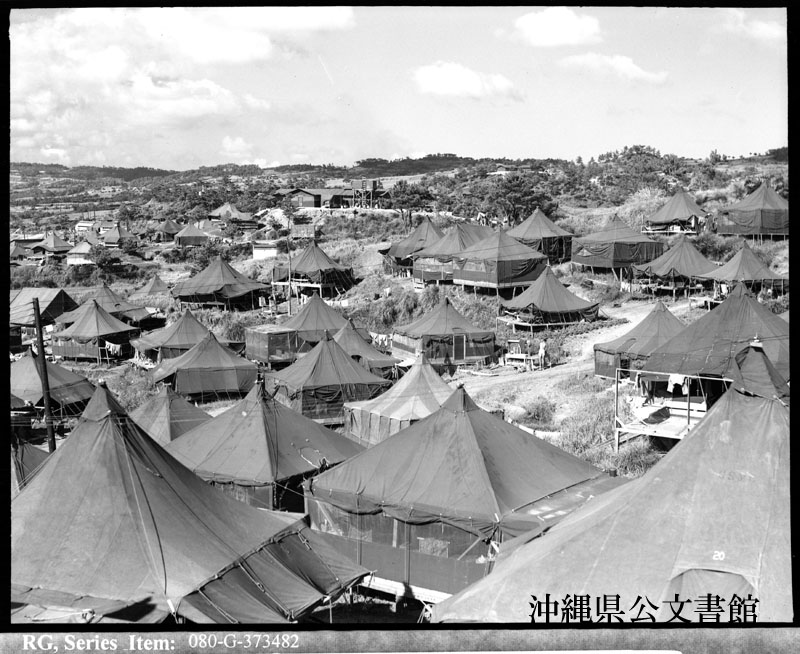
1945年8月の泡瀬飛行場周辺の米軍テント。

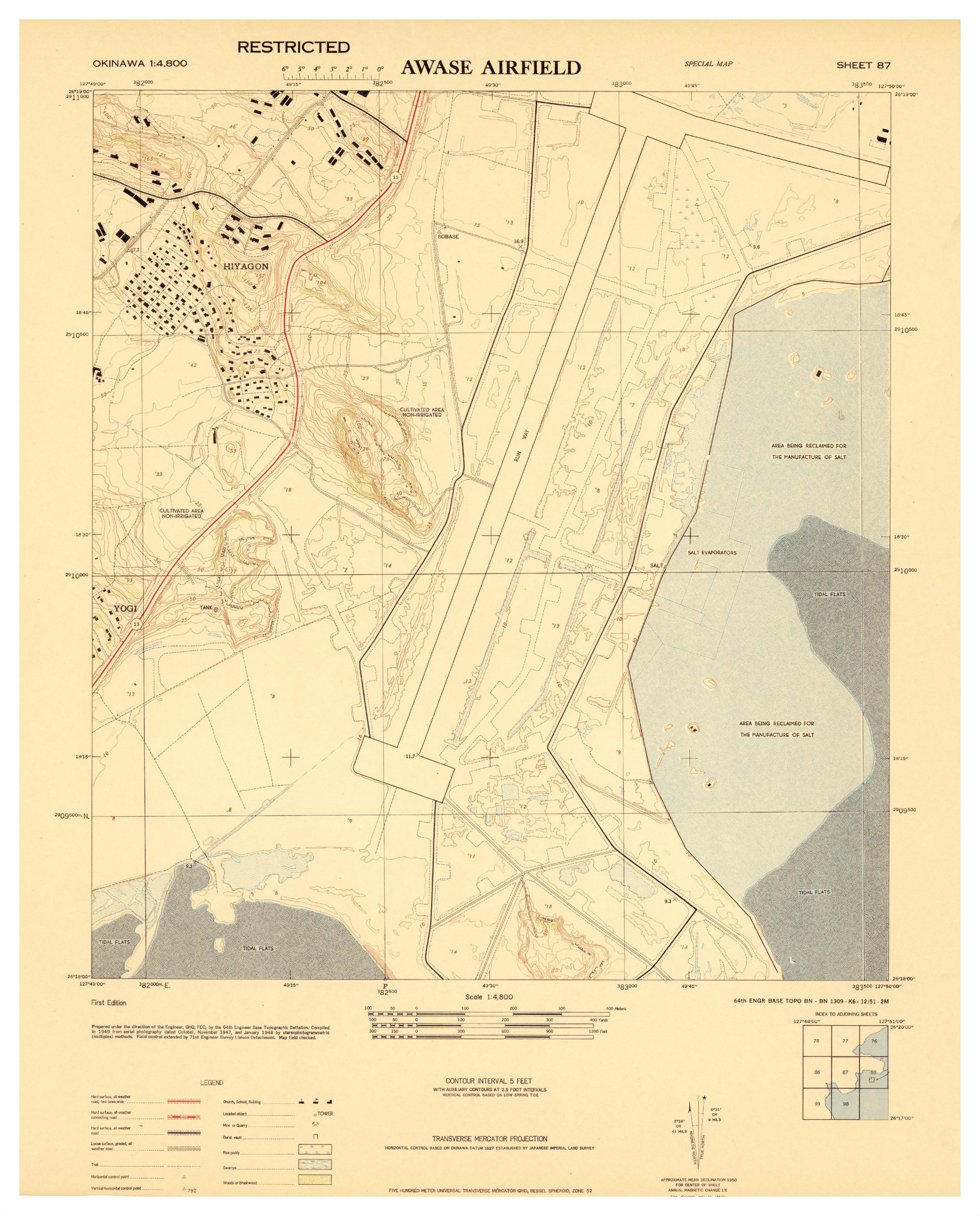
1949年の地図

泡瀬飛行場(Awase Airfield/NAB Awase)は、第二次世界大戦中に沖縄県美里村（現在の沖縄市）泡瀬（あわせ）にアメリカ軍によって建設された飛行場。日本本土の爆撃に向けて建設され、実際に南西諸島や九州への航空作戦のために運用された。
戦後は飛行場としての役目は失われ、現在は米海軍の泡瀬通信施設 (Awase Transmitter Site) として使われている。

## 泡瀬飛行場

### 沖縄戦
沖縄市（当時は美里村）泡瀬がある一帯は、1945年の沖縄戦の早い段階でアメリカ軍に占領された地域である。4月1日に沖縄本島西海岸から上陸したアメリカ軍は3日間で泡瀬を含む東海岸へ到達、沖縄本島を南北に分断して日本軍の動きを制限した。占領された泡瀬地域には当初、米軍によって収容された民間人の収容所が設置されていたが、4月23日には第36海軍工兵大隊によって、5,000ft（1,524m）の戦闘機用滑走路の建設に向けた測量が始められた。5月から6月上旬にかけての激しい雨期による工事の遅れがあったものの、6月30日にはアメリカ海兵隊の第33海兵航空群(MAG-33)が到着、泡瀬飛行場での活動を開始した。
国立国会図書館所蔵の「米国戦略爆撃調査団報告書」にある「海軍・海兵隊陸上機戦闘報告書」には、泡瀬飛行場を拠点として沖縄本島周辺の戦闘空中哨戒、南西諸島や九州南部への攻撃任務を行ったことが記録されている。
配備された飛行隊
- 第14海兵航空群 (MAG-14) -第212海兵戦闘飛行隊(VMF-212)、第222海兵戦闘飛行隊(VMF-222)、第223海兵戦闘飛行隊（VMF-223）、いずれもヴォートF4Uコルセア戦闘機。1945年7月～9月。
- 第312海兵戦闘飛行隊（VMF-312）F4U戦闘機、1945年7月～11月。
- 第322海兵戦闘飛行隊（VMA-322）F4U戦闘機、1945年7月～11月。
- 第323海兵戦闘飛行隊（VMF-323）F4U戦闘機、1945年7月15日に嘉手納飛行場から移動、終戦まで。
- 第543海兵（夜間）戦闘飛行隊（VMF(N)-543）グラマンF6F-3N夜間戦闘機、1945年7月に嘉手納飛行場から移動、終戦まで。
- 第612海兵爆撃飛行隊（VMB-612）PBJ-1D爆撃機、1945年11月まで。部隊はそのまま解散した。[3]

### シモバルの軍政府と民間人収容所
米軍は泡瀬周辺を下原/シモバル (Shimobaru) と呼んでおり、1945年4月3日に泡瀬に到達した米軍は4月9日にはそこに米軍政府 (military government) の司令部を設置し、また民間人収容所「泡瀬キャンプ」(シモバル民間人収容所) を開設して次々と住民を送りこんだ。4月13日では住民数は3247人、9日後には6,200人となっていた。米軍が記録した4月～5月にかけての大量の「シモバル」の写真や映像は、この泡瀬のことである。
| 「                                       | 戦争直前、私は泡瀬に住んでいました。当時の泡瀬は、首里、那覇、泡瀬といわれていたとおり、大変にぎやかな町でした。砂糖樽(タルガー)生産の中心地で、与那原から中城、北中城、具志川、読谷、勝連村などから、人々がそれを求めて沢山やってきたものです。 | 」 |
| —産業戦士（沖縄県史第9巻および10巻より） | |    |

泡瀬は干潟と塩田で栄えたまちであり、また大きく艦砲射撃や砲弾で破壊されるほどの被害を受けず米軍に接収され、既存の民家に収容者を何世帯も収容するというかたちであった。
| 「                                                 | 泡瀬は島袋と同様に民間人の捕虜収容所になっていたのです。そこでは、大きな民家には四、五十人も詰め込まれて、牛小屋や山羊小屋にも収容されました。 | 」 |
| —護衛つきの食糧捜し（沖縄県史第9巻および10巻より） | |    |

しかし泡瀬飛行場建設のため、シモバルに収容された住民は5月15日から20日にかけてさらに徒歩で北側の現うるま市高江洲に移動させられた。またその後も米軍基地の拡大とともに住民は収容所は転々と移動させられた。人々が収容所から解放されたとき、泡瀬の土地の多くが米軍基地となっていた。

## 泡瀬通信施設

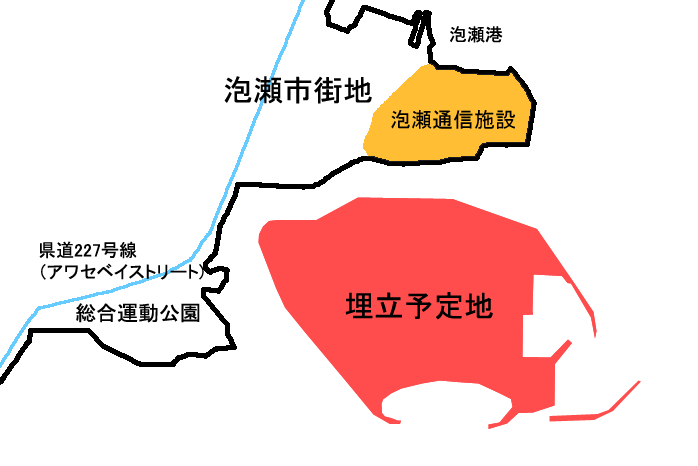
かつての泡瀬通信施設は現在の総合運動公園がある奥武岬まで広がっていたが、空軍の通信施設は返還されたため、現在は泡瀬半島の泡瀬海軍航空隊通信所が基地として残っている。

終戦によって泡瀬飛行場は飛行場としての役目を終えたが、1950年にアメリカ海軍と空軍がそれぞれ飛行場の敷地に通信施設を建設した。OTHレーダーが問題化した空軍の泡瀬通信補助施設は1983年に返還され、都市計画がすすめられ、一部は沖縄県運動公園となった。現在は海軍の泡瀬海軍航空隊通信所のみが残る。
| FAC6046 | 泡瀬通信施設 | 泡瀬通信補助施設 (空軍)     | (南側) 1983年返還         |
| FAC6046 | 泡瀬通信施設 | 泡瀬海軍航空隊通信所 (海軍) | (北側) 現在の泡瀬通信施設 |

1972年時点での泡瀬通信施設
- 場所: 美里村、北中城村
- 面積: 約2,436,000㎡[7]

1967年、アメリカ空軍はOTHレーダーを設置した。これは大陸間弾道ミサイル（ICBM）の探知を目的としたものであった。
1974年、衆議院外務委員会でOTHレーダーの存在が明らかになり、問題となった。
1975年、米軍がOTHレーダーを撤去
1976年、OTHレーダー施設用地約1,014千㎡が返還された。
1983年、残りの施設部分1,861千㎡が返還され、返還後は区画整理が行われて都市開発がすすめられた。また奥武岬には沖縄県総合運動公園が整備され、1987年の海邦国体の主会場となった。
2013年時点での泡瀬通信施設
- 場所: 沖縄市（字泡瀬、字高原）
- 面積: 552,000㎡

現在、泡瀬通信施設は中城湾に突き出す半島先端の0.552k㎡を海軍が使用しており、第7艦隊との通信などを行っている。
沖縄市は嘉手納弾薬庫や嘉手納基地を含む6施設の米軍基地によって東西南北の土地を圧迫されているため、桑江朝幸市長の時代に泡瀬干潟の埋め立てを含む東部海浜開発構想を策定した。泡瀬の浜の埋め立て計画は地元の保守派からも大きな反対の声が上がり、泡瀬通信施設の南側に人工口島を造成する案となった。